# Liścioszczur
Liścioszczur (Phyllomys) – rodzaj ssaków z podrodziny kolczaków (Echimyinae) w obrębie rodziny kolczakowatych (Echimyidae).

## Rozmieszczenie geograficzne
Rodzaj obejmuje gatunki występujące endemicznie w Brazylii.

## Morfologia
Długość ciała (bez ogona) 175–299 mm, długość ogona 160–340 mm; masa ciała 135–432 g.

## Systematyka
Rodzaj zdefiniował w 1839 roku duński przyrodnik i paleontolog Peter Wilhelm Lund w artykule zatytułowanym Przegląd wymarłych gatunków ssaków Brazylii; fragmenty kilku prac przedstawionych Królewskiej Akademii Nauk w Kopenhadze, opublikowanym w czasopiśmie „Annales des sciences naturelles”. Lund w oryginalnym opisie nie wymienił żadnego gatunku; Gatunkiem typowym jest (późniejsze oznaczenie) liścioszczur złoty (P. blainvilii).

### Etymologia
- Phyllomys: gr. φυλλον phullon ‘liść’; μυς mus, μυος muos ‘mysz’[9].
- Lonchophorus: gr. λογχη lonkhē ‘grot, lanca’; -φορος -phoros ‘noszący’, od φερω pherō ‘nosić’[10]. Gatunek typowy (oznaczenie monotypowe): Lonchophorus fossilis P.W. Lund, 1839 (nomen dubium).

### Podział systematyczny
Do rodzaju należą następujące gatunki:
| Grafika | Gatunek                   | Autor i rok opisu                                                          | Nazwa zwyczajowa          | Podgatunki         | Rozmieszczenie geograficzne                                                                       | Podstawowe wymiary                              | Status IUCN |
| ------- | ------------------------- | -------------------------------------------------------------------------- | ------------------------- | ------------------ | ------------------------------------------------------------------------------------------------- | ----------------------------------------------- | ----------- |
|         | Phyllomys centralis       | L.F. Machado, Loss, Paz, E.M. Vieira, F.P. Rodrigues & Marinho-Filho, 2018 |                           | gatunek monotypowy | kilka miejsc w Minas Gerais i Dystrykcie Federalnym                                               | DC: 21–24 cm DO: 21–22 cm MC: 250–340 g         | NE          |
|         | Phyllomys blainvilii      | (Jourdan, 1837)                                                            | liścioszczur złoty        | gatunek monotypowy | od południowej Ceará do północnego Minas Gerais                                                   | DC: 17,5–22 cm DO: 19,2–27 cm MC: 150–320 g     | LC          |
|         | Phyllomys brasiliensis    | P.W. Lund, 1840                                                            | liścioszczur czerwononosy | gatunek monotypowy | rzeki Paraopeba i Das Velhas (Minas Gerais); zakres wysokości: 500–800 m n.p.m.                   | DC: około 21 cm DO: około 17 cm MC: około 240 g | EN          |
|         | Phyllomys lamarum         | (O. Thomas, 1916)                                                          | liścioszczur blady        | gatunek monotypowy | północno-wschodnia Bahia przez północno-wschodnie Minas Gerais do północnego Espírito Santo       | DC: 18–23 cm DO: 18–23 cm MC: 135–290 g         | DD          |
|         | Phyllomys nigrispinus     | (J.A. Wagner, 1842)                                                        | liścioszczur czarnoigłowy | gatunek monotypowy | São Paulo, Parana i Santa Catarina; zakres wysokości: 0–1000 m n.p.m.                             | DC: 19,5–26 cm DO: 19,8–26 cm MC: 250–400 g     | LC          |
|         | Phyllomys sulinus         | Y.L.R. Leite, Christoff & Fagundes, 2008                                   | liścioszczur skryty       | gatunek monotypowy | São Paulo, Parana, Santa Catarina i Rio Grande do Sul; zakres wysokości: 0–850 m n.p.m.           | DC: 20–21 cm DO: 16–25 cm MC: około 190 g       | DD          |
|         | Phyllomys dasythrix       | Hensel, 1872                                                               | liścioszczur bury         | gatunek monotypowy | Parana, Santa Catarina i Rio Grande do Sul; zakres wysokości: 0–800 m n.p.m.                      | DC: 18–19,5 cm DO: 20–22 cm MC: około 250 g     | LC          |
|         | Phyllomys kerri           | (Moojen, 1950)                                                             | liścioszczur atlantycki   | gatunek monotypowy | okolice Ubatuba (skrajnie północno-wschodnie São Paulo)                                           | DC: 19–23 cm DO: 20–22 cm MC: 200–250 g         | DD          |
|         | Phyllomys lundi           | Y.L.R. Leite, 2003                                                         | liścioszczur samotny      | gatunek monotypowy | południowo-wschodnie Minas Gerais i północne Rio de Janeiro                                       | DC: 18,4–21 cm DO: około 20 cm MC: około 145 g  | EN          |
|         | Phyllomys mantiqueirensis | Y.L.R. Leite, 2003                                                         | liścioszczur stokowy      | gatunek monotypowy | pasmo górskie Serra da Mantiqueira (Minas Gerais); zakres wysokości: około 1850 m n.p.m.          | DC: około 22 cm DO: około 22 cm MC: około 207 g | CR          |
|         | Phyllomys pattoni         | L.H. Emmons, Y.L.R. Leite, Kock & L.P. Costa, 2002                         | liścioszczur rdzawoboczny | gatunek monotypowy | wzdłuż wybrzeża od Paraíba do północno-wschodniego São Paulo; zakres wysokości: 0–1000 m n.p.m.   | DC: 21–24 cm DO: 19–22 cm MC: 150–380 g         | LC          |
|         | Phyllomys unicolor        | (J.A. Wagner, 1842)                                                        | liścioszczur jednobarwny  | gatunek monotypowy | znany tylko z Helvécia (skrajnie południowa Bahia)                                                | DC: około 28 cm DO: około 20 cm MC: brak danych | CR          |
|         | Phyllomys medius          | (O. Thomas, 1909)                                                          | liścioszczur długowłosy   | gatunek monotypowy | Minas Gerais i Rio de Janeiro na południe do Rio Grande do Sul; zakres wysokości: 0–1000 m n.p.m. | DC: 22–23 cm DO: 22–26 cm MC: 248–386 g         | LC          |
|         | Phyllomys thomasi         | (von Ihering, 1871)                                                        | liścioszczur wielki       | gatunek monotypowy | wyspa São Sebastião u wybrzeży São Paulo; zakres wysokości: 0–1375 m n.p.m.                       | DC: 27–30 cm DO: 27–34 cm MC: około 342 g       | EN          |

Kategorie IUCN:  LC  – gatunek najmniejszej troski,  EN  – gatunek zagrożony,  CR  – gatunek krytycznie zagrożony,  DD  – gatunki o nieokreślonym stopniu zagrożenia;  NE  – gatunki niepoddane jeszcze ocenie.